# Kustwacht van Georgië

Vlag van de Georgische kustwacht

De Georgische kustwacht is de maritieme tak van de Georgische grenspolitie binnen het Ministerie van Binnenlandse Zaken. Het is verantwoordelijke voor het maritieme veiligheid van de volledige kustlijn van Georgië, 310 km en de territoriale wateren. De voormalige Georgische marine werd in 2009 opgenomen in het Kustwacht
De Georgische zeemacht (Georgisch:საქართველოს სამხედრო საზღვაო ძალები, sakartvelos samkhedro-sazghvao dzalebi) was een tak van het Georgische krijgsmacht tot 2009 toen het samengevoegd werd met de Kustwacht van Georgië en van de Ministerie van Defensie naar het Ministerie van Binnenlandse Zaken werd overgeplaatst. Voor de Russisch-Georgische Oorlog bestond de marine uit 19 boten en 531 militairen waarvan 181 officieren, 200 onderofficieren, 114 dienstplichtigen en 36 actieve burgermilitairen. 
Het hoofdkwartier en een van de belangrijkste basissen van de kustwacht is gelegen aan de Zwarte Zeehaven Poti. Een tweede kleinere basis in gelegen in Batoemi, Adzjarië. Ze staan onder bevel van de commandant van de Georgische kustwacht, kapitein Besik Sjengelia.

## Geschiedenis
Ondanks de ligging van Georgië aan de Zwarte Zee en historische associatie met de maritieme handel is het nooit in bezit geweest van een omvangrijke vloot. De eerste poging om een moderne marine op te bouwen dateert van 1918-1921, toen het land kortstondig onafhankelijkheid genoot. In die tijd bestond de marine uit een vlaggenschip, verschillende zeilboten en een paar sleepboten onder commando van de Russische eigenaars tijdens de Russische Burgeroorlog.